# Periophthalmodon
Periophthalmodon je  rod riba iz porodice Gobiidae. Pripada mu tri vrste iz morskih, bočatih i slatkih voda duž muljevitih obala, ušća i donjih tokova rijeka u jugoistočnoj Aziji, Papui Novoj Gvineji i Queenslandu u Australiji.

## Vrste
1. Periophthalmodon freycineti (Quoy & Gaimard, 1824)
2. Periophthalmodon schlosseri (Pallas, 1770)
3. Periophthalmodon septemradiatus (Hamilton, 1822)